# Nógrád (település)

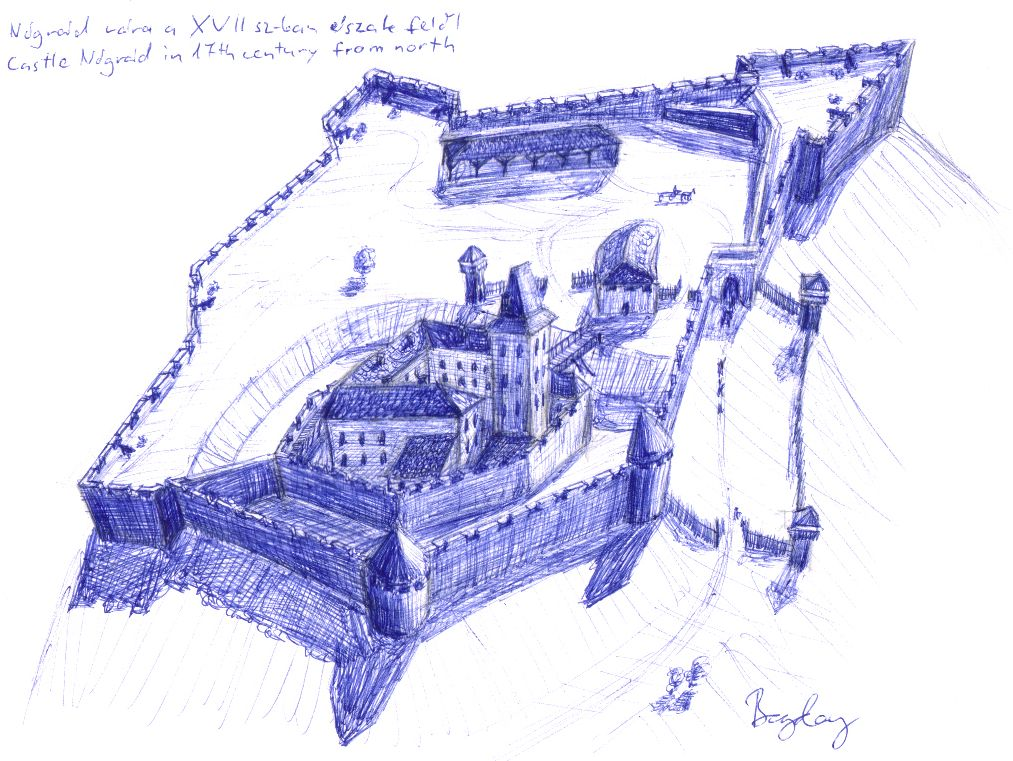
Nógrád várának rekonstrukciós rajza

Nógrád  (szlovákul: Novohrad; németül: Neuburg) község Nógrád vármegyében, a Rétsági járásban. Vára a vármegye névadója.

## Fekvése
A vármegye délnyugati részén, a Börzsöny keleti előterében található.
A közvetlenül határos települések: észak felől Diósjenő, északkelet felől Tolmács, kelet felől Nőtincs, délkelet felől Berkenye, délnyugat felől pedig Szokolya.

### Megközelítése
Keleti határszélét érinti a 2-es főút is, de lakott területei csak arról letérve érhetők el, a 12 123-as számú mellékúton (ugyanez az út köti össze Diósjenővel is).
Vasúton, a 75-ös számú Vác–Balassagyarmat-vasútvonalon érhető el, melynek egy megállási pontja van itt, Nógrád vasútállomás; utóbbit a 12 318-as számú mellékút szolgálja ki (ezen közelíthető meg a legegyszerűbben a nógrádi vár is).

## Története
A falu (vár, megye) nevét a bolgár-szláv Novigrad, azaz Újvár elnevezésből kapta. Története a honfoglalás előtti időkre vezethető vissza, már ebben a korban is kulcsfontosságú helynek számított. I. István király városi rangot adományozott neki és a vármegye székhelyévé tette. Anonymus a vár keletkezési idejét Árpád korára teszi. A 0.91 ha területű vár a 286 méter magas, 9 ha területű Vár-dombon áll.
Okleveles adataink 1108-tól vannak a királyi várról, melynek abban az időben bizonyos Slauiz a várnagya és ispánja. A budai káptalan 1299-es iktatólevelében "Castrum Novigrad" néven említik. IV. László király I. Tamás váci püspöknek adományozta Nógrádot. Az adományozás valószínűleg az 1274–1284-es évek között történt.
A Luxemburgi Zsigmond halála utáni évtizedekben a huszita támadások ellen Szilassy Vince váci püspök erősítette meg falait. A vár fénykorát Mátyás király idejében élte, nagyszabású kiépítése Báthori Miklós váci püspök nevéhez fűződik, aki 1475–1506 között, az olasz származású Traguinus Jakab építész tervei alapján hatalmas költséggel új épületekkel bővíttette, 30 láb mély és ugyanilyen széles, sziklába vágott árokkal keríttette, kutat fúratott és új tornyot, a belső vár öregtornyát építtette meg, melynek falára a püspök 1483-as évszámmal ellátott sárkányrendes, három farkasfog-címerdíszes, vörös márványból készült, reneszánsz emléktábláját helyezték el. Ezt az emléktáblát a feltáráskor megtalálták a torony előtt húzódott sziklaárokban, a törmelék között. Szapolyai János birtoka 1526-ban, kitől 1527-ben I. Ferdinánd serege foglalta el. 1544-ben, Buda eleste után, a török közeledtének hírére Miskey István várkapitány az őrséggel együtt gyáván megfutamodott. Az elhagyott várat Mohamed budai pasa és Husszein esztergomi bég katonái harc nélkül szállták meg.
Mátyás főherceg, Pálffy Miklós és Tiefenbach Kristóf fővezérek egyesített serege 50 évi megszállás után 1594. február 27-én szabadította fel Nógrádot.
Bocskai István erdélyi fejedelem 1605-ben török segítséggel foglalta el a várat, de az 1606. évi bécsi béke alapján a király kezébe került. 1619-ben Bethlen Gábor foglalta el, majd 1622-ben a nikolsburgi béke ismét a királynak juttatja vissza.
Az Apaffy (Apafi) Mihály erdélyi fejedelemmel szövetkezett török csapatoknak 1663-ban Nadányi Miklós  (szlov. Mikuláš Nadaný, szlov. "nadaný" =  tehetséges) várkapitány a várat ellenállás nélkül átadta. Rövid 22 évi megszállás után 1685-ben a villámcsapástól felrobbant lőporraktár hatalmas rombolást végzett a védőfalakban, ezért a török a még épen maradt részeket is felgyújtotta, és a várat elhagyta. A vár török parancsnoka, Csonka bég később kereszténnyé lett, és I. Lipót király nagyobb uradalommal jutalmazta meg. II. Rákóczi Ferenc szabadságharca idején utoljára még játszott a vár némi katonai szerepet, de ezt követően a császári csapatok lerombolták.
Állapota mára nagyon leromlott, de már hozzáfogtak a restaurálásához.
A törökök elvonulása idejére a falu elnéptelenedett, ezért a Felvidékről származó szlovákokkal telepítették be, akik magukkal hozták nyelvüket, szokásaikat.
A jelenlegi római katolikus templomot Migazzi Kristóf váci püspök építtette 1757-ben. Az evangélikus templom 1865-ben épült fel.
A vár történetéről szóló rész nagyrészt a Várak honlapról származik.

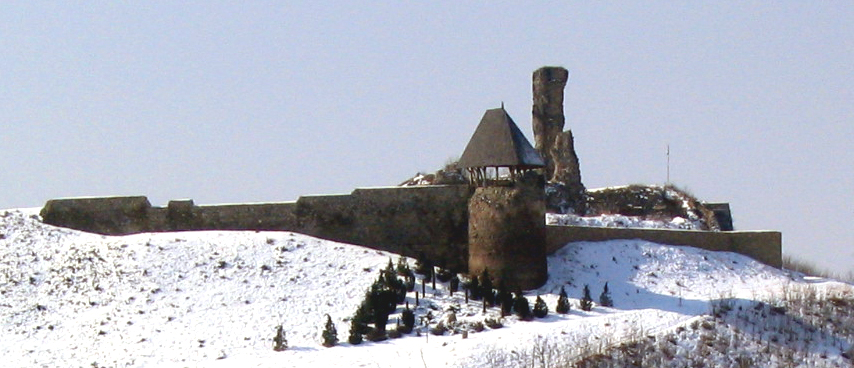
A vár
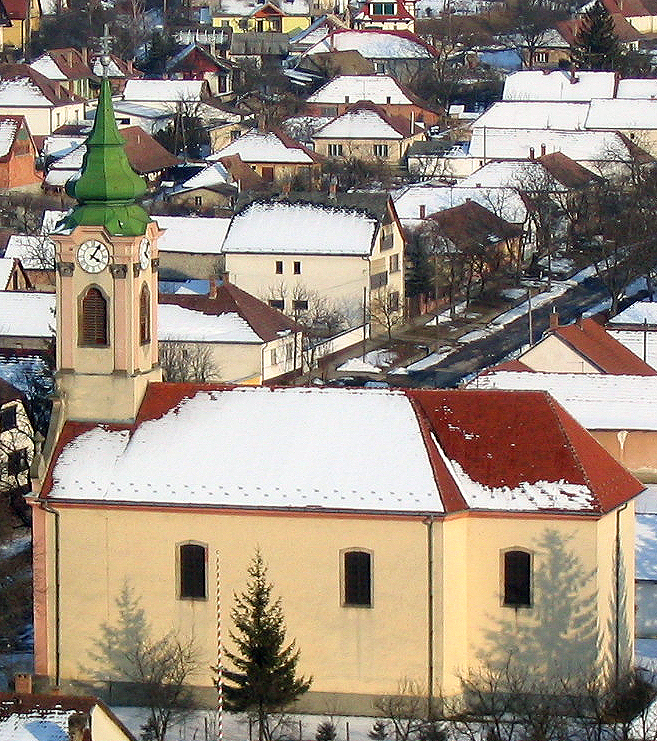
A templom
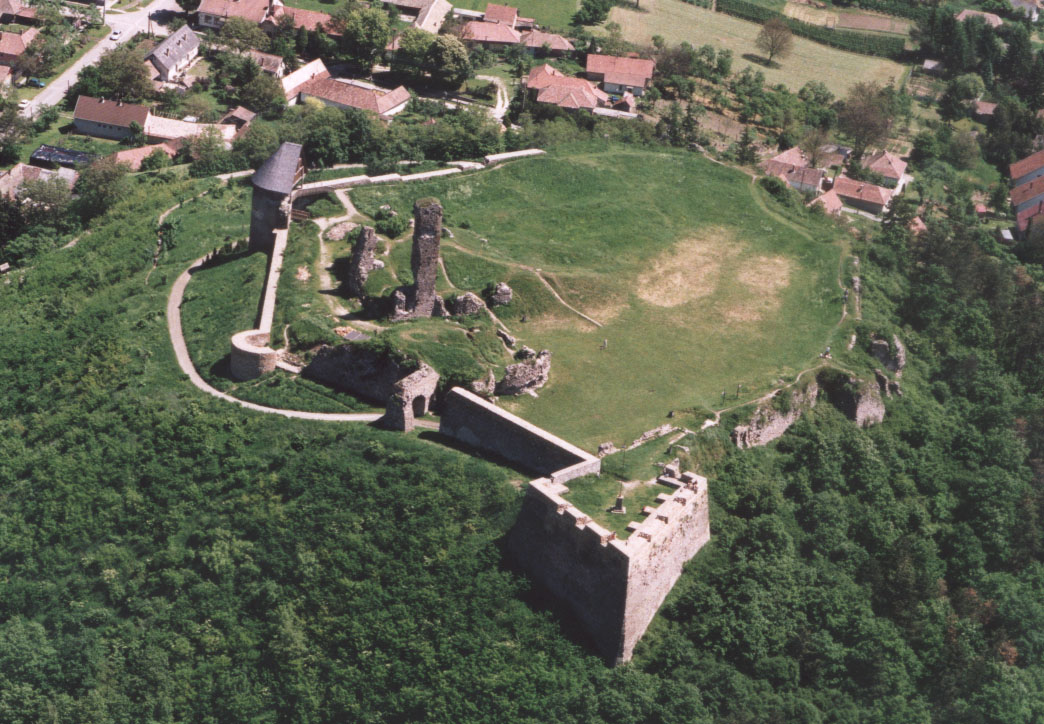
A vár légifotón
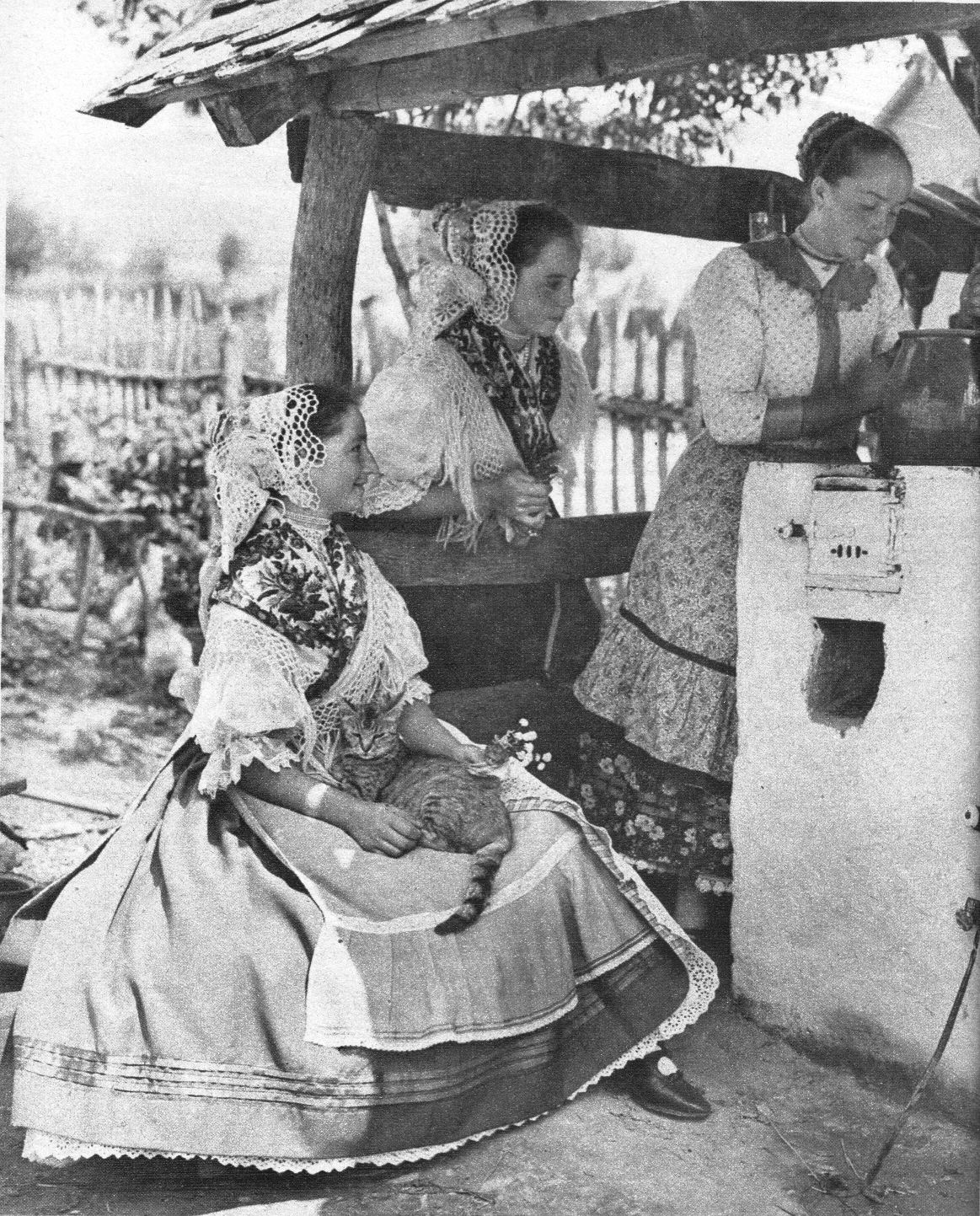
Lekvárfőzés Nógrádban

## Közélete

### Polgármesterei
- 1990–1994: Piroska János (független)[4]
- 1994–1998: Piroska János (független)[5]
- 1998–2002: Piroska János (független)[6]
- 2002–2006: Szórágy Gyuláné (független)[7]
- 2006–2010: Szórágy Gyuláné (független)[8]
- 2010–2014: Szórágy Gyuláné (független)[9]
- 2014–2019: Szórágy Gyuláné (független)[10]
- 2019–2024: Varga Richárd (Fidesz-KDNP)[11]
- 2024– : Dávid Barbara (független)[1]

## Népesség
A település népességének változása:
| Lakosok száma | 1389 | 1374 | 1395 | 1621 | 1595 | 1625 | 1634 |
|               | 2013 | 2014 | 2015 | 2021 | 2022 | 2023 | 2024 |

A 2011-es népszámlálás során a lakosok 88,9%-a (1287 fő) magyarnak, 0,2% cigánynak, 0,3% németnek, 0,6% románnak, 5,2% (76 fő) szlováknak mondta magát (11,1% nem nyilatkozott; a kettős identitások miatt a végösszeg nagyobb lehet 100%-nál). A vallási megoszlás a következő volt: római katolikus 55,5%, református 4,8%, evangélikus 9,7%, görögkatolikus 0,2%, felekezeten kívüli 6,3% (22,5% nem nyilatkozott).
2022-ben a lakosság 91,8%-a vallotta magát magyarnak, 3,5% szlováknak, 0,8% németnek, 0,6% cigánynak, 0,6% románnak, 0,1-0,1% bolgárnak, szlovénnek és lengyelnek, 2,3% egyéb, nem hazai nemzetiségűnek (8,2% nem nyilatkozott; a kettős identitások miatt a végösszeg nagyobb lehet 100%-nál). Vallásuk szerint 42,1% volt római katolikus, 7% evangélikus, 5,5% református, 0,3% görög katolikus, 0,1% ortodox, 0,1% izraelita, 1,4% egyéb keresztény, 0,6% egyéb katolikus, 10,5% felekezeten kívüli (32% nem válaszolt).

## Nevezetességei
- Kálváriadomb
- Tájház
- Vár
- Boldogasszony plébániatemplom
- Csurgó-forrás[15]
- A településen áthalad az Országos Kéktúra.

## Híres emberek
- Itt született 1943. december 15-én Hesz Mihály olimpiai bajnok kajakozó.

## További képek

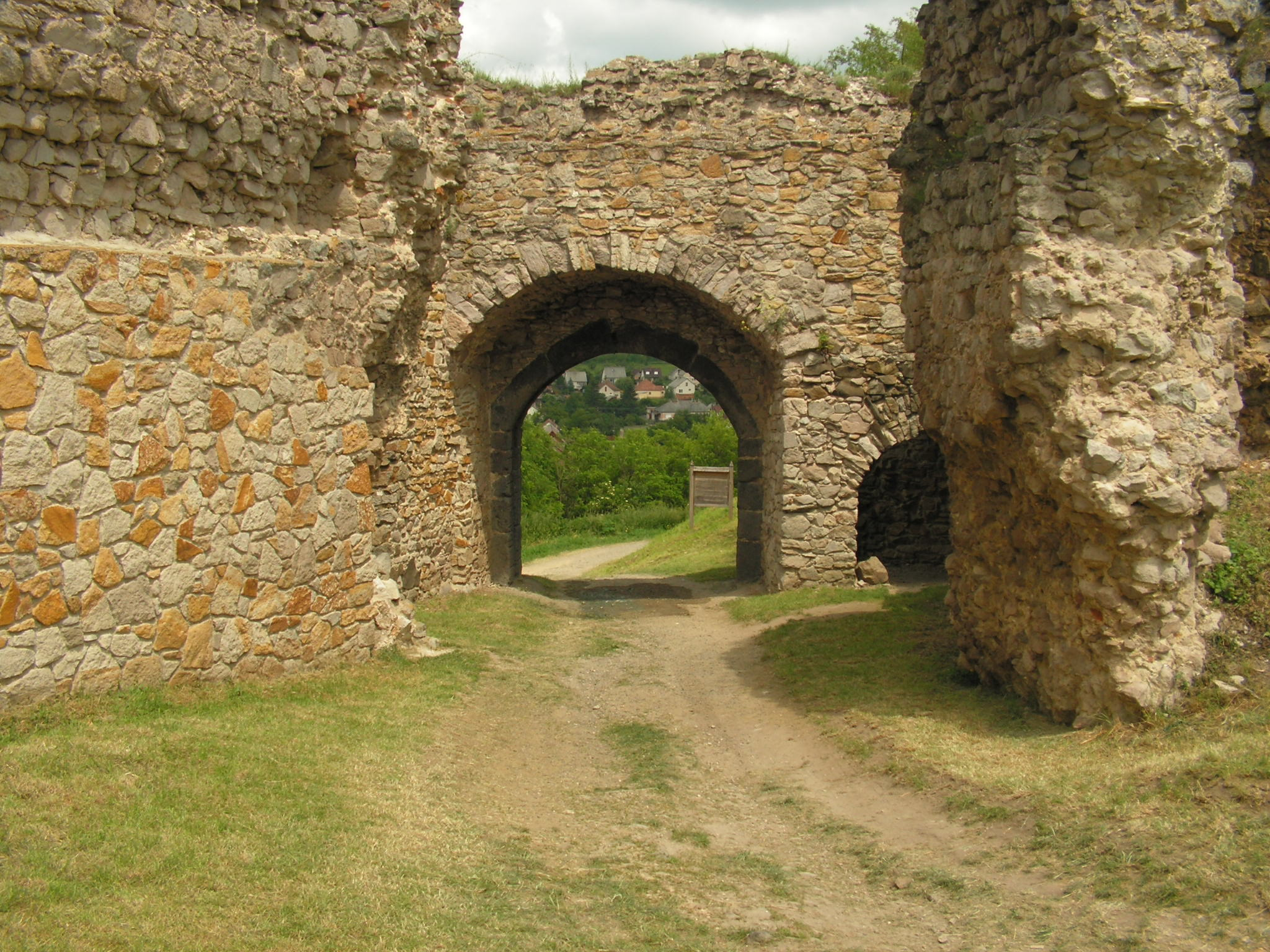
a vár
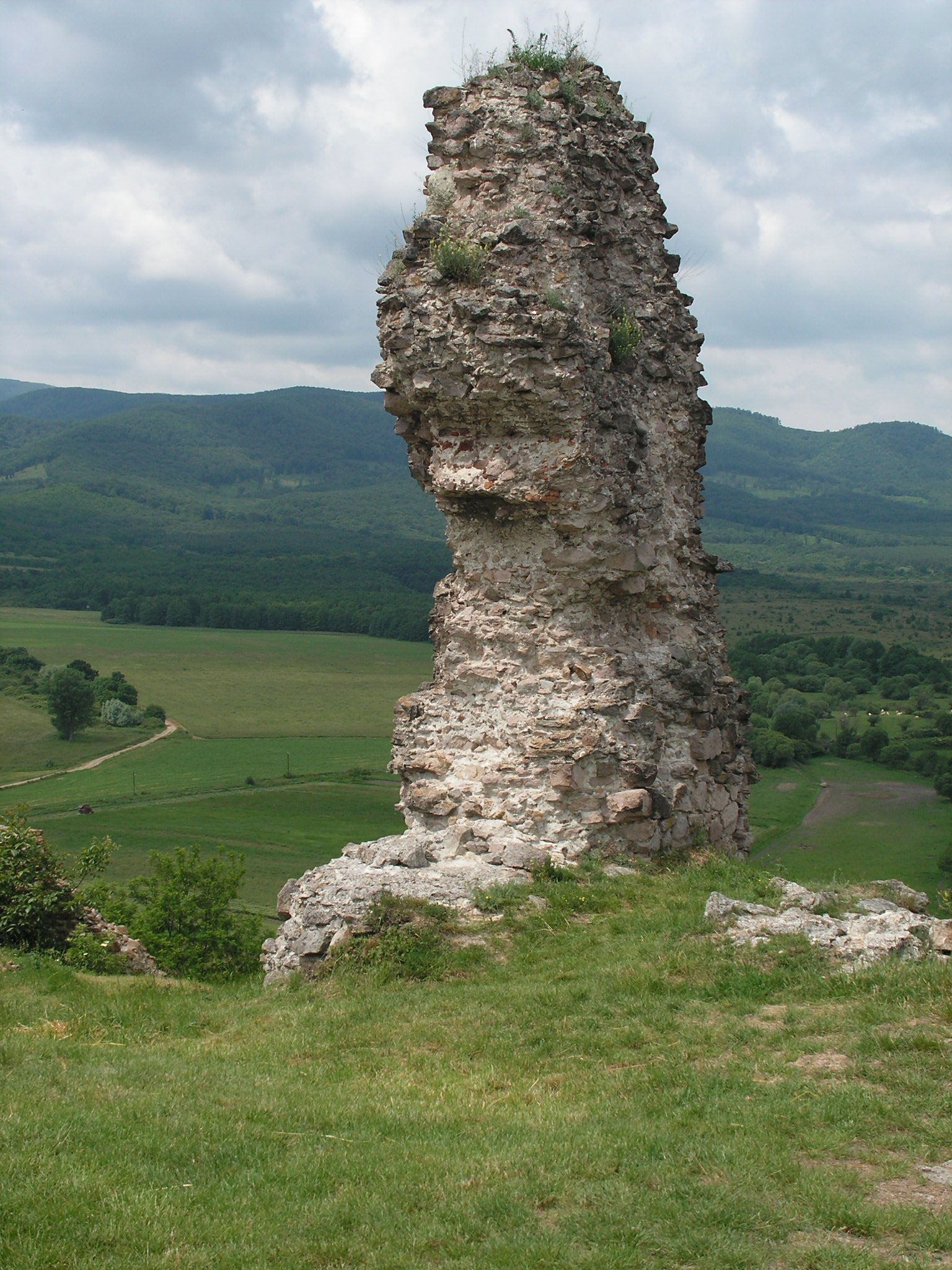
a vár
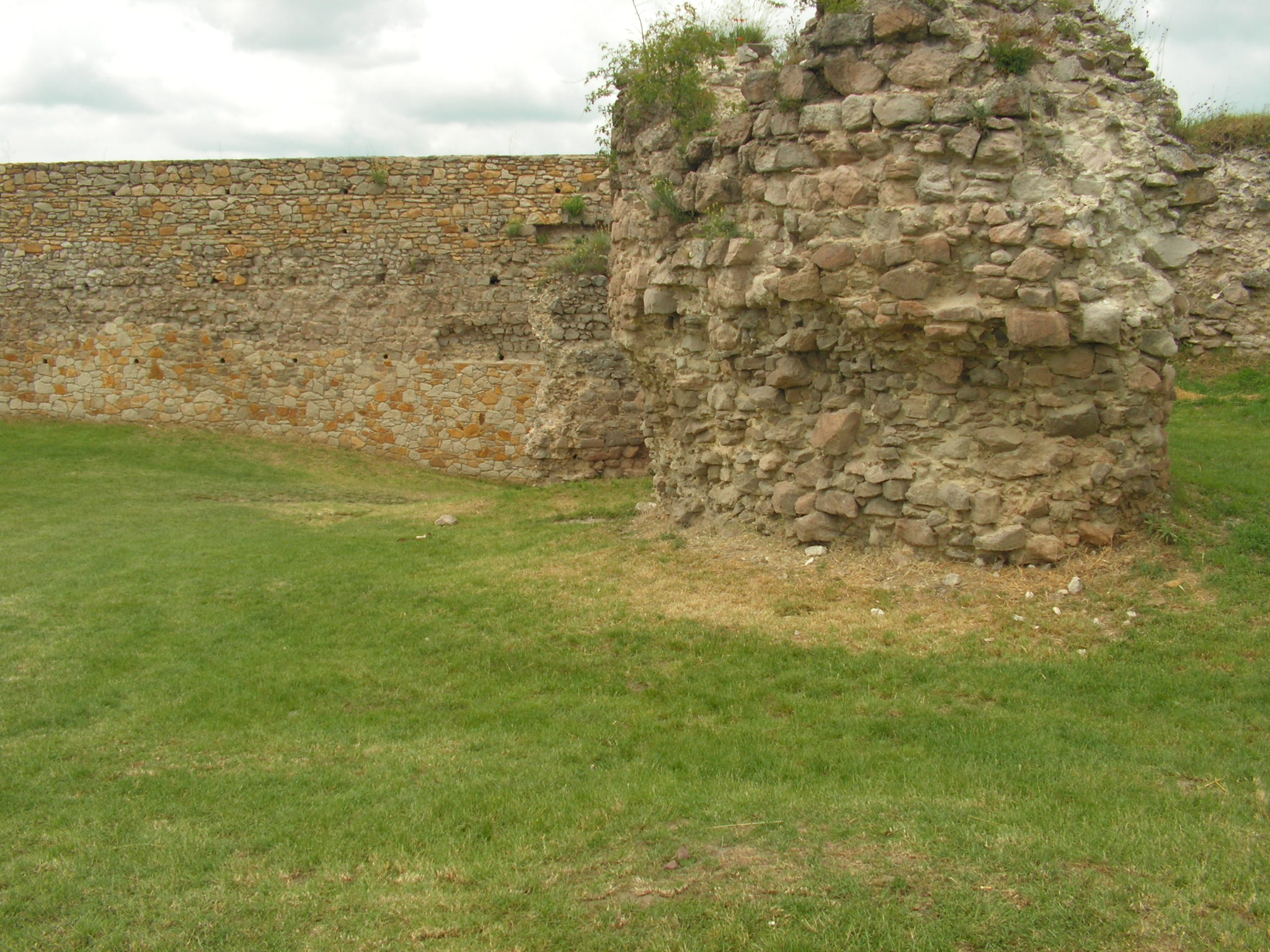
a vár
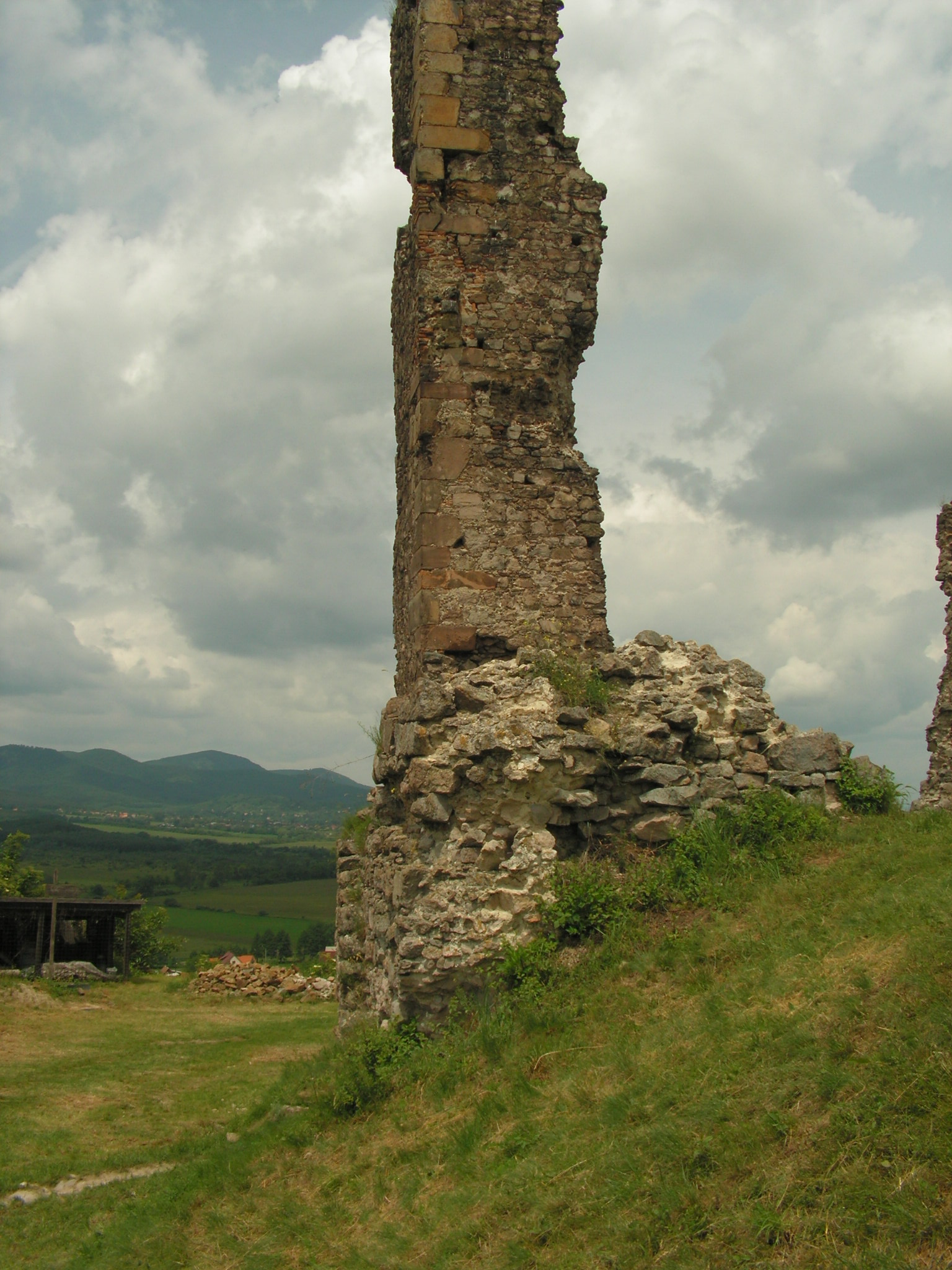
a vár
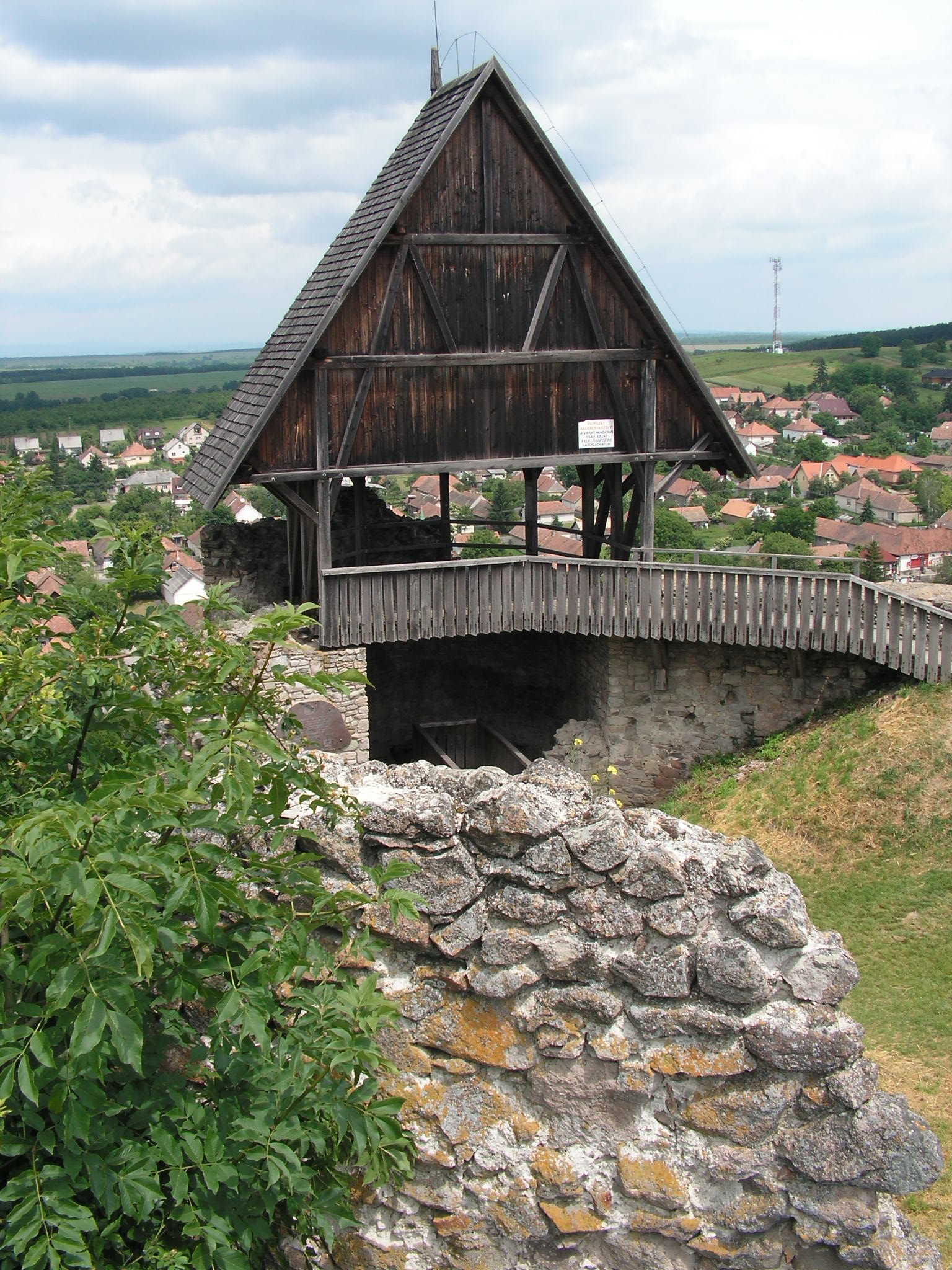
a vár
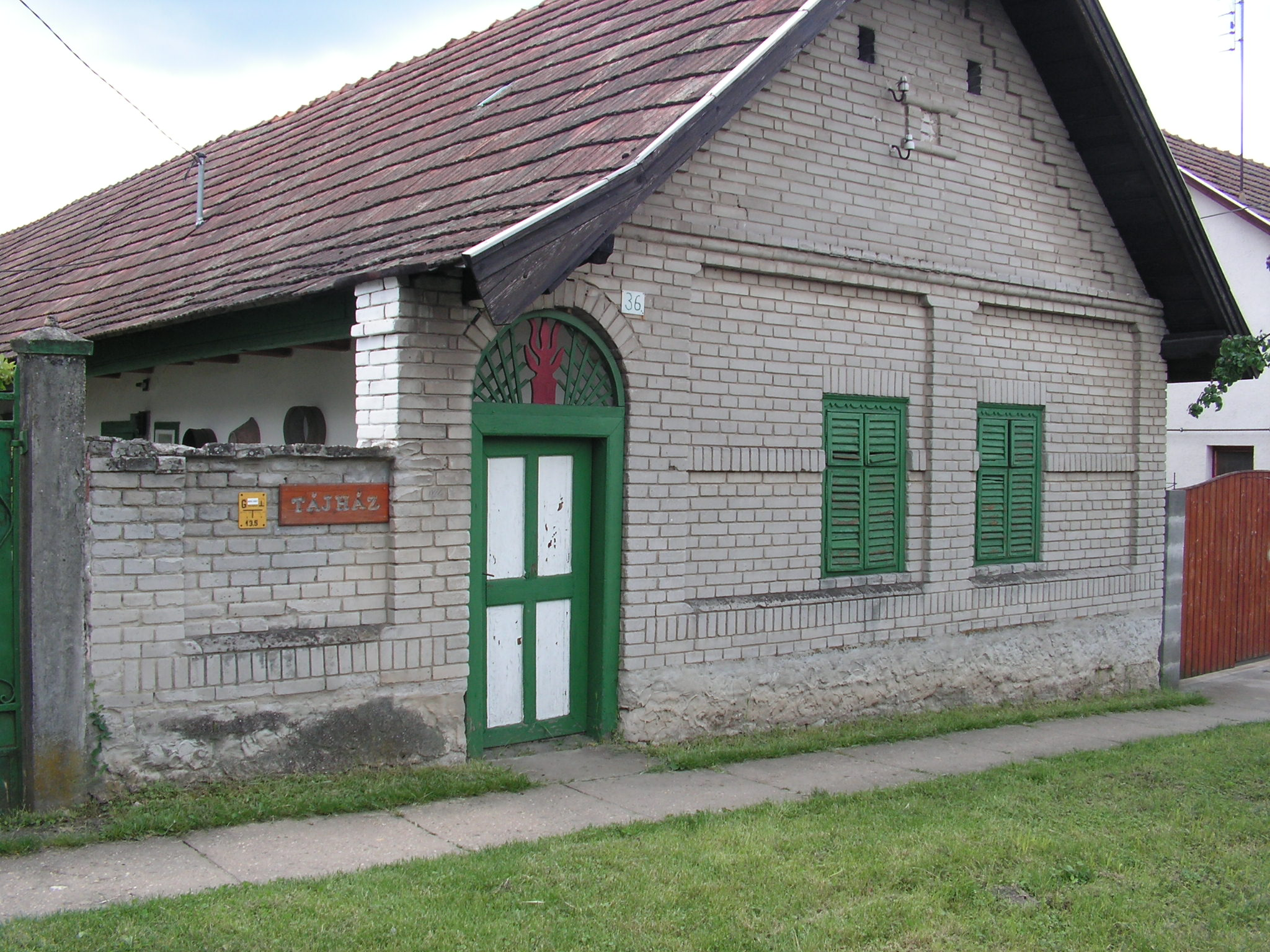
a tájház
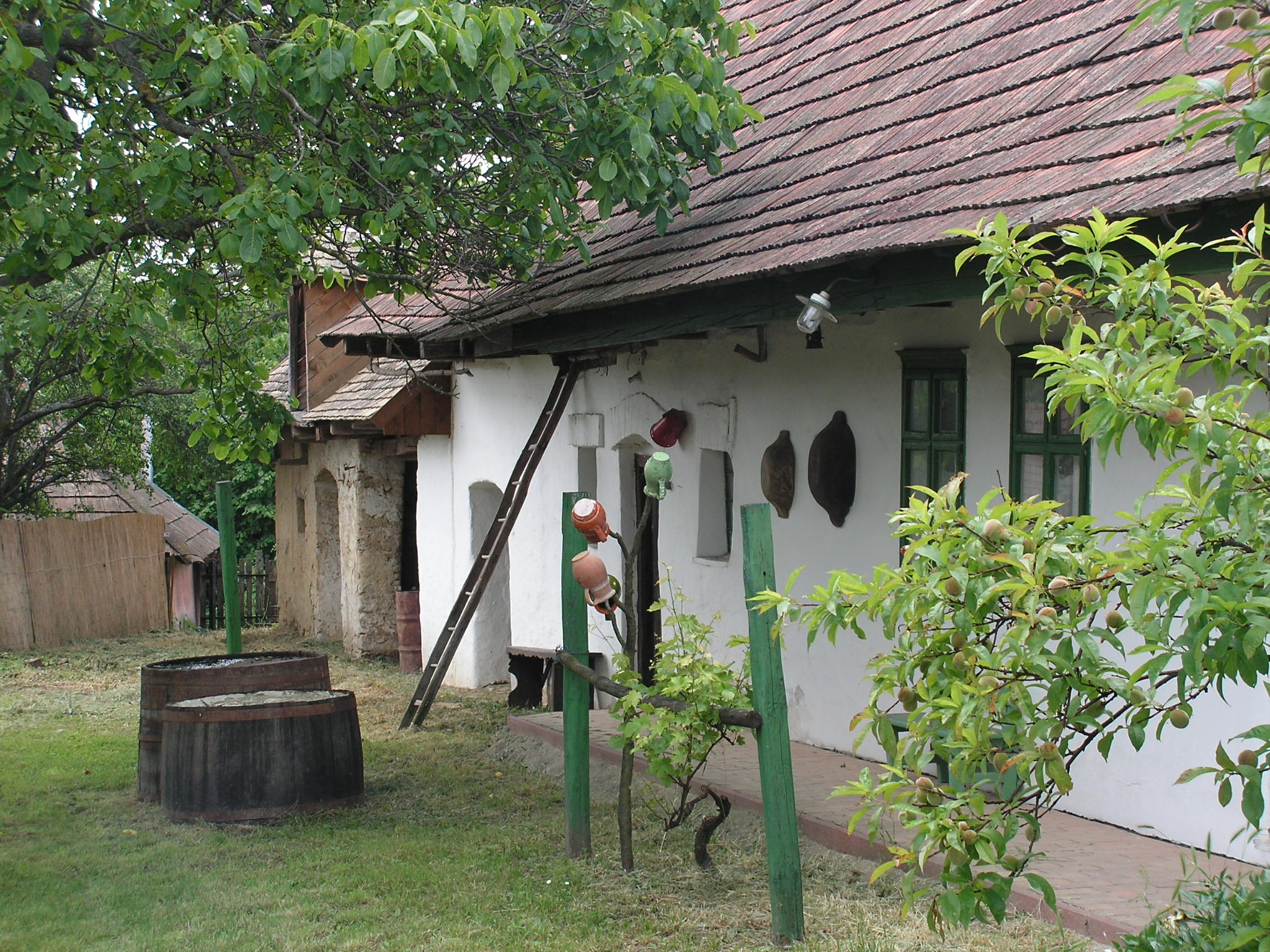
a tájház
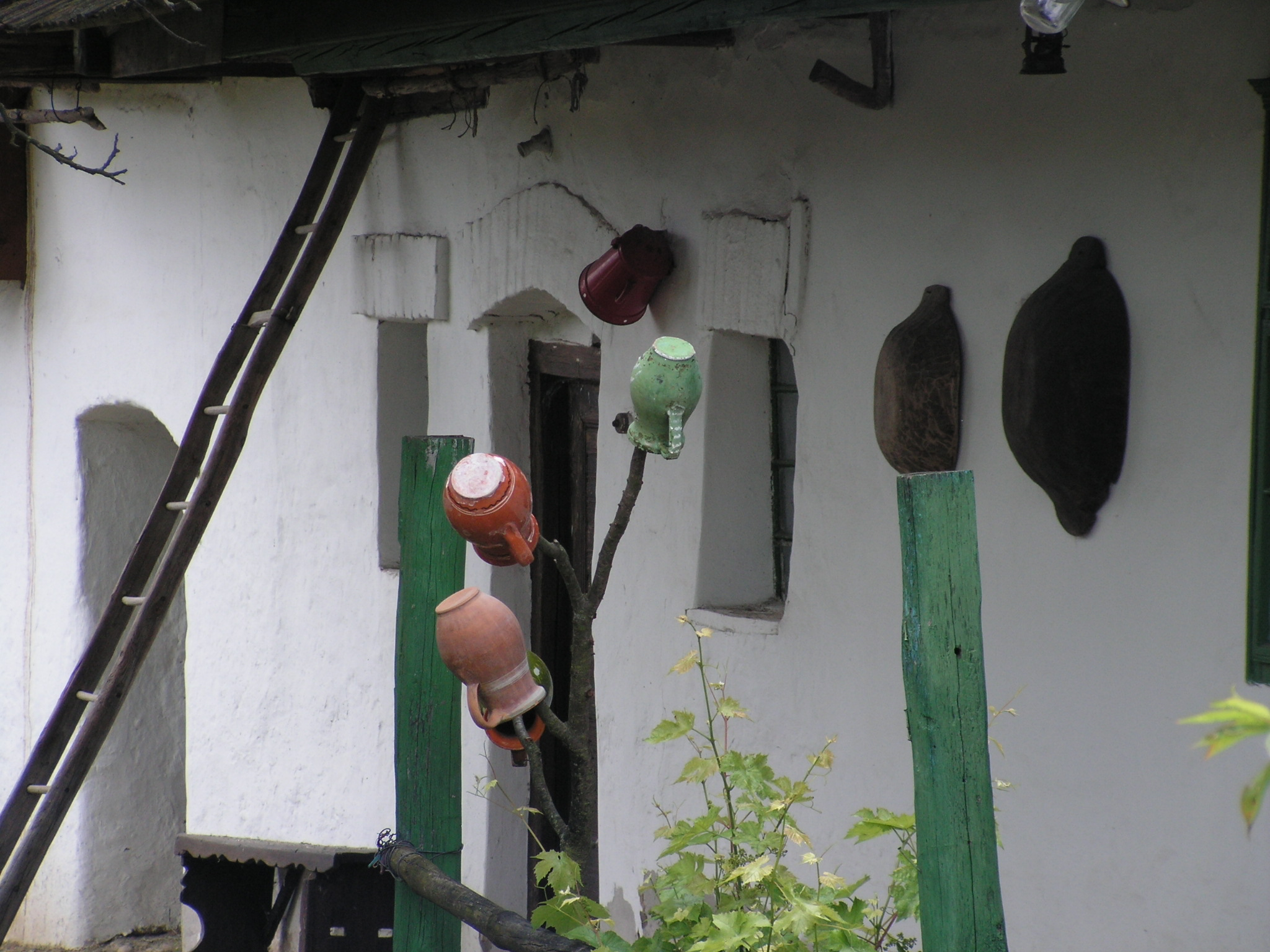
a tájház